# Per Lindholm
Per Göran Christer Lindholm (ur. 13 czerwca 1953 w Hässleholm) – szwedzki zapaśnik walczący w obu stylach. Dwukrotny olimpijczyk. Odpadł w eliminacjach w Monachium 1972 i Montrealu 1976. Walczył w kategorii 57 kg.
Zajął czwarte miejsce na mistrzostwach świata w 1975 i piąte w 1974. Zdobył cztery medale na mistrzostwach nordyckich w latach 1970 - 1974. Wicemistrz świata juniorów w 1973, a trzeci w 1971 roku.